# Abbaye du Mont Thabor
L'abbaye du Mont Thabor était un monastère bénédictin situé à l'emplacement où la tradition chrétienne situe l'événement de la Transfiguration du Christ aux côtés de Moïse et du prophète Élie, sur le mont Thabor dans le royaume de Jérusalem, c'est-à-dire dans l'actuel Israël.

## Situation
La tradition chrétienne a identifié le mont Thabor, une montagne isolée de 588 mètres d'altitude en Galilée, comme le lieu de la miraculeuse Transfiguration de Jésus. Les historiens supposent que la première église chrétienne sur la montagne a probablement été construite sous le règne de Constantin le Grand, premier empereur romain chrétien.
Selon les trois Évangiles synoptiques, l'apôtre Pierre suggérait que trois tabernacles devaient être construits à cet endroit pour commémorer le miracle, ainsi la littérature chrétienne du haut Moyen Âge affirmait souvent que trois églises avaient été construites dans le monastère. Cependant, le pèlerin Willibald d'Eichstätt affirmait n'avoir trouvé qu'une seule église lors de sa visite au mont Thabor.
Les recherches archéologiques indiquent également l'existence d'une seule église, dont le maître-autel est dédié à la Transfiguration, et de deux chapelles dédiées aux prophètes Moïse et Élie.

## Histoire
La Galilée fut conquise par le croisé italo-normand Tancrède de Hauteville  après la prise de Jérusalem par les Chrétiens lors de la première croisade. L'historien de la fin du XIIe siècle, Guillaume de Tyr, écrit que Tancrède établit des églises dans les villes de Nazareth et de Tibériade, ainsi que sur le mont Thabor, et leur accorda des dons généreux.
Des historiens modernes affirment que le monastère grec orthodoxe d'origine fut saisi par des moines catholiques romains avec le soutien de Tancrède, et que les moines orthodoxes construisirent un nouveau monastère, dédié à saint Élie. Aucun évêché n'étant établi en Galilée, l'abbé du nouveau monastère était le prélat le plus haut placé de la région. En 1109, le premier abbé, Gérald, reçut l'autorité archiépiscopale sur la Galilée du pape Pascal II, qui exempta également l'abbaye de la juridiction de tous les autres prélats.
Alors que les Chrétiens occupe le sommet de la colline, les Orthodoxes occupent un autre monastère situé sur le flanc. En 1113, l'abbaye est saccagée par les musulmans qui massacrent de nombreux moines, mais elle est rapidement rétablie. En 1183, Saladin détruits le monastère orthodoxe puis attaque celui des Croisés, mais les moines et les habitants des alentours se réfugient derrière les murailles, forçant ainsi la fin du siège. Saladin revient quatre années plus tard, après la bataille de Hattin et fait raser l'abbaye. En 1212 ou 1213, les musulmans y bâtissent une forteresse afin d'éviter la reconstruction de l'abbaye, mais la communauté de moine subsiste toujours sous la direction d'un abbé.
Au cours de la cinquième croisade, l'armée franque emmenée par le roi de Hongrie mena le siège de cette forteresse du 29 novembre au 7 décembre 1217 sans réussir à la prendre. Mais les Chrétiens récupèrent les terres et par la même occasion la forteresse ayyoubide par un traité avec le sultan de Damas. Le pape Alexandre IV la donne alors aux Hospitaliers le 1er avril 1255, charge à aux d'y reconstruire une nouvelle forteresse, la défendre avec quarante chevaliers et d'assurer l’existence matérielle des moines de l’abbaye.
En 1363, Baybars s'attaqua à la Palestine. Parti du Caire, il vient mettre le siège au mont Thabor. Mais toute résistance était vaine et la forteresse tomba entre leurs mains ainsi que la région environnante.

## Liste des abbés
- Gérard (1099–)[2]
- Raymond (c. 1115)[7]
- Pierre (c. 1120)[8]
- Guillaume (c. 1138)[8]
- Geoffroy (c. 1139)[7]
- Pons (c. 1146–1152)[9]
- Bernard (c. 1163–1169)[10]
- Guarin (1169–c. 1180)[10]
- Jean (c. 1180–)[11]
- N. (c. 1206)[12]
- André (c. 1220)[13]
- P. (c. 1233)[13]